# اسفنداران
اسفنداران، روستایی از توابع بخش جرقویه علیا شهرستان جرقویه در استان اصفهان ایران است و فاصله آن تا اصفهان ۱۹۰ کیلومتر و تا شهر ورزنه ٧۵ کیلومتر می‌باشد .
این روستا دارای قدمتی از دوران پیش از تیموریان می‌باشد. در تعمیر مسجد آقا باقر سنگ نوشته ای پیدا شد که طبق شواهد موجود قدمت این مسجد به ۵۱۰ سال پیش بر میگردد.
در قبرستان این روستا سنگ های قبری است که مربوط به دوران کهن میشود. در حدود ۴۰ سال پیش در محله قلعه این روستا در زیر دیواری که فرو ریخت شیری سنگی پیدا شد که به دلیل نا آگاهی شکسته و در سال های بعد کلأ ناپدید شد. در نزدیکی این روستا قلعه ای کهن به اسم قلی جان نزدیک به محل زراعت این روستا واقع شده است که اکنون ویرانه است و قلعه ای دیگر که ثبت در آثار تاریخی کشور نیز نشده است واقع شده است به اسم قلعه میر آباد که بسیار قدمت دار است.
این روستا در این منطقه دارای قدمت بسیار طولانی تری است تا جایی که آن را به دوران ساسانیان متصل می‌دانند و اکثر شترداران و ساربان های معروف آن دیار همچون میرزا عباس عرب‌جحوانی و پسران او در این روستا متولد شده اند.
این روستا جایی دیدنی برای افراد علاقه‌مند به مکان های کهن است.
این روستا دارای اناری بسیار با کیفیت و مرغوب است.
در سال های اخیر به دلیل کمبود کار و نا آگاهی نوجوانان و جوانان این روستا به استان تهران مهاجرت کرده اند اما با کمی آگاهی و تفکر میتوانند در همین روستا به کسب درامد مشغول شوند.

## حیات وحش
نشانه های دیگری که بسیار برآن تکیه می شود وجود "گله های گور" در حوالی روستا درگذشته نزدیک وفاصله 50-60 سال به قبل است. این گله ها دربیابانهای اطراف به آسودگی می چرید ند و گاهی برای نوشیدن آب به دهانه های خروج آب از قنوات مزارع اسفنداران از جمله " سربند قلیجان " می آمده‌اند . گله های گور با شکار اصولی وحساب شده کم و بیش گوشت منطقه را نیز تامین می نموده اند تا اینکه پای ماشین بویژه موتور سیکلت ها به منطقه باز گردید و متأسفانه از این وسائل برای نابودی این پدیده های خدادادی ودیگر احشام ،استفاده گردید.
علاوه بر گله های گور " گله های آهو" و دیگراحشام حلال گوشت در منطقه بسیار بودند. گله های آهو گاه به مزارع اطراف می آمدند و محصولات کشاورزان را می چراندند. صحرای قلیجان ازجمله جولانگاه این حیوانات خوش سیما بود. هرزمان گله آهوان به مزرعه نزدیک می شد به دیگران اطلاع می دادند تا ضمن محافظت از محصولات خود ازنزدیک به تماشای آنها بنشینند

## جمعیت
این روستا در دهستان رامشه قرار دارد و براساس سرشماری مرکز آمار ایران در سال ۱۳۹۵، جمعیت آن ۸۷۲ نفر (۲۸۹خانوار) بوده‌است که از روستاهای همجوار خود جمعیت بیشتری را داراست.علت کاهش جمعیت نسبت به سرشماری سال ۱۳۸۵،بدلیل مهاجرت به شهرهای اطراف بویژه شهراصفهان و نیز به پایتخت(تهران)، رشد جمعیت درچند دهه گذشته تقریباً معادل صفر بوده است.